# Un ufficiale non si arrende mai, nemmeno di fronte all'evidenza. Firmato Colonnello Buttiglione
Un ufficiale non si arrende mai, nemmeno di fronte all'evidenza. Firmato Colonnello Buttiglione è un film del 1973 diretto da Mino Guerrini.

## Trama
Il Colonnello Buttiglione è sempre indaffarato e pieno di impegni, soprattutto pasticcione, odia il disordine e i soldati insubordinati e "capelloni". Un giorno, dopo una serie di avventure e confusioni di tutti i tipi, commette un errore che lo porta a morire. Subito arriva in Paradiso dove incontra Gesù, al quale ordina una immediata visita dal barbiere.

## Produzione
La caserma Zanzibar in cui è ambientata buona parte del film è in realtà l'Istituto San Michele di Roma, in piazzale Antonio Tosti. L'edificio è stato utilizzato spesso nel cinema italiano, quasi sempre spacciandolo proprio come caserma.
Curioso il modo in cui vennero coinvolti nel film i componenti del gruppo comico I Gatti di Vicolo Miracoli, all'epoca non ancora noti al grande pubblico. Durante la realizzazione della pellicola, infatti, si verificò uno sciopero delle comparse; il regista Mino Guerrini notò i giovani cabarettisti veronesi mentre si esibivano in una trattoria e li scritturò, proprio per sostituire le maestranze che incrociavano le braccia: quando i Gatti si recarono a Cinecittà per girare vennero accolti dagli insulti delle comparse, che li considerarono dei crumiri.

## Colonna sonora
All'epoca (1973) la RCA Italiana pubblicò un 45 giri sotto la propria etichetta RCA Original Cast (numero di catalogo: OC 40) appositamente dedicato al film, contenente due titoli:
- Colonnello Buttiglione
- Avanti con il destr..., avanti col sinistr...

Musiche dirette dal Maestro Paolo Ormi.